# Der Fang
Der Fang (Originaltitel: franz. Gibier d'élevage) ist ein französisch-kambodschanisches Filmdrama aus dem Jahr 2011 nach dem Werk Shiiku (jap. 飼育) des japanischen Schriftstellers Kenzaburō Ōe, für das er 1958 mit 23 Jahren den Akutagawa-Preis erhielt. Bereits 1961 wurde die Literaturvorlage unter dem Titel Die Beute von Nagisa Ōshima verfilmt. 2011 wurde der Film von ARTE für das französische Fernsehen produziert.

## Handlung
Während des Vietnam-Kriegs stürzt 1972 über Kambodscha nachts ein US-amerikanisches Kampfflugzeug in den Bergen ab. Der afroamerikanische Pilot kann sich mit Hilfe seines Fallschirms retten. Pang, ein Junge aus einem in der Nähe befindlichen Dschungeldorf, findet den Fallschirm in der Nähe des Flugzeugwracks und macht sich daraufhin mit seinen Altersgenossen auf die Suche nach dem Piloten. Es gelingt ihnen, den Piloten aufzuspüren und mit Hilfe der Roten Khmer gefangen zu nehmen. Nachdem die Soldaten den Piloten mit Schlägen und Tritten auf dem Weg in das Dorf malträtiert haben, wird er unter vorgehaltener Waffe gezwungen, an einer Bambusleiter in einen ausgetrockneten Brunnen hinabzusteigen. Die Angka gratulieren zur Ergreifung des feindlichen Piloten. Die jugendlichen Soldaten der Roten Khmer übertragen die Bewachung des Gefangenen gegen den Rat des Dorfältesten den Kindern des Dorfes.
Pang wird von einem der Soldaten gelobt, er sei mutig und obendrein kein Verräter wie sein Vater, den Pang nicht einmal kennt und der sich Lon Nol angeschlossen habe. Seine Mutter sei eine Hure in Phnom Penh, wird ihm mitgeteilt. Mit der Angka habe er aber nun eine neue Familie gefunden. Pang erhält den Auftrag, die Bauern des Dorfes zu bespitzeln und Gegner der Roten Khmer zu verraten.
Die Kinder versorgen ihren Gefangenen mit Wasser und Reis. Damit er bei Aufklärungsflügen nicht entdeckt wird, bedecken sie den Brunnenschacht mit Zweigen. Eines Tages erscheint ein Luftlandekommando bestehend aus acht Helikoptern, die die abgestürzte Maschine entdecken, welche ebenfalls mit Zweigen getarnt wurde. Die Soldaten befragen die Dorfbewohner, drohen ihnen mit vorgehaltener Waffe und foltern sie. Nachdem sie dennoch keine weiteren Informationen über die abgestürzte Maschine und den Aufenthaltsort des Piloten in Erfahrung bringen konnten, treiben sie die Dorfbewohner zusammen und brennen einige Hütten nieder. Sie drohen, die anderen Hütten ebenfalls den Flammen zum Opfer fallen zu lassen, falls der Pilot im Dorf versteckt sein sollte.
Während der Regenzeit lässt der Monsun den Wasserstand des Brunnens für den Gefangenen bedrohlich anwachsen, so dass er sich schwimmend über Wasser halten muss. Nachdem der Versuch der Kinder, das Wasser mit einem Eimer abzuschöpfen, misslungen ist, lassen die Soldaten eine Leiter zum Gefangenen hinab, über die er dem Brunnen völlig erschöpft entsteigen kann. Der gefangene Pilot wird in Ketten gelegt und die Bewohner des Dorfes errichten für ihn ein Gefängnis aus Bambus. Der Schlüssel wird Pang zur Aufbewahrung übergeben. Diesem steigt die Macht, die ihm übertragen wurde, langsam zu Kopf. So zwingt er seine Freunde, sich vor seinem Hund im Staub zu verneigen. Später bezichtigt er einen Dorfbewohner einen imperialistischen Radiosender gehört und Tuol Maniok gestohlen zu haben und schwärzt diese bei den Soldaten der Roten Khmer an. Als Belohnung wird ihm das Gewehr übereignet, das er zuvor einem Dorfbewohner abgenommen und den Roten Khmern übergeben hatte. Daraufhin beginnt Pang mit militärischem Drill seine Altersgenossen zu kommandieren, die ihm bedingungslos folgen. Sie beginnen ihr Kriegsspiel im Dorf auf Nachtwachen auszudehnen. Eines Abends nimmt Pang seiner Großmutter, die sich im Gebet befindet, einen hölzernen Buddha weg und wirft diesen ins Feuer. Der Respekt vor seinen Freunden und sogar vor der Familie ist ihm inzwischen völlig abhandengekommen.
Nachdem der Gefangene aus einem Flugblatt, das auf der Suche nach ihm abgeworfen wurde, einen Papierflieger gebastelt hat, gelingt es ihm, das Vertrauen der jüngsten unter den Kindern zu gewinnen. Es entwickelt sich eine verhaltene Freundschaft zwischen ihnen. Unterdessen belauscht Pang ein Gespräch zwischen Tuol und seiner Frau, die planen das Dorf zu verlassen, um in der Stadt zu arbeiten, da die Roten Khmer ihnen nicht genügend zum Leben von ihren Ernteerträgen belassen. Pang meldet auch dieses Gespräch den Soldaten. Einige Tage später werden Tuol und seine Frau ermordet in der Nähe des Dorfes von einem der Kinder aufgefunden.
Es wird von den Soldaten entschieden, dass der Gefangene ab sofort für seine Mahlzeiten arbeiten soll, woraufhin er von fünf Kindern beim Wasserschleppen bewacht wird. Nachdem einer der Dorfälteren Pang empfiehlt, die Fußketten des Gefangenen zu entfernen, da dieser das Dorf nicht verlassen wird, wird der Pilot auch bei der Feldarbeit eingesetzt. Eines Tages ist der Gefangene den Jungen freiwillig beim Fischfang behilflich. Er erhält den Spitznamen Okay von den Jungen und das Eis zwischen den beiden Fronten scheint gebrochen, nachdem er ihnen ein Dosentelefon gebaut hat. Weiterhin ist er ihnen in Pangs Abwesenheit behilflich, ein defektes Radiogerät zu reparieren und tanzt anschließend mit ihnen Twist zu der Musik. Als Pang jedoch ins Dorf zurückkehrt, lässt er dem Gefangenen erneut Ketten anlegen und ihn in seinen Bambuskäfig sperren. Während der Reparatur des Radios ließ der Pilot jedoch eine Eisenpfeile in seinem Socken verschwinden. Mit dieser bearbeitet er in der Nacht das Schloss seiner Fußfessel. Es gelingt ihm, die Ketten abzulegen und aus dem Käfig zu fliehen.
Am nächsten Morgen findet der entsetzte Pang einen leeren Verschlag vor, woraufhin er die anderen Jungen weckt und sie auf die Suche nach dem Flüchtigen in den Dschungel schickt. Der Pilot findet zur Absturzstelle seines Flugzeugs. Die Armaturen des Cockpits sind allerdings dermaßen zerstört, dass er nicht per Funk Hilfe anfordern kann. Im Schatten des Wracks sinkt er mit Tränen in den Augen nieder, weil er befürchtet seine Frau und sein Kind, deren Foto er bei sich trägt, niemals wiederzusehen. Dort wird er von den Kindern gefunden. Als sie ihn umkreisen, bringt er eines der Kinder in seine Gewalt und droht, mit der Eisenpfeile in dessen Hals zu stoßen. Daraufhin feuert Pang einen Schuss aus dem Gewehr ab, mit dem er statt des Gefangenen den Jungen Siet in die Brust trifft. Der Pilot hebt den verletzten Jungen auf und trägt in zur Behandlung ins Dorf zurück. Dort wird der US-Soldat erneut von den Soldaten der Roten Khmer inhaftiert und an einen Pfosten gebunden. Pang verabschiedet sich derweil von seiner Großmutter, weil er den Soldaten an die Front folgen wird. Während die Soldaten den Gefangenen aus dem Dorf fortbringen, werden die Kinder wieder heim geschickt. Pang wird von den Soldaten ebenfalls im Dorf zurückgelassen. Das Schicksal des US-Soldaten bleibt letztlich ungewiss.

## Hintergrund
Der Film wurde im November 2011 in Kambodscha gedreht. Das Budget des Films betrug etwa 2,6 Millionen Euro. Seine Weltpremiere feierte der Film in Japan am 23. Oktober 2011 beim Tokyo International Film Festival. In Deutschland war der Film am 10. Dezember 2011 erstmals im Free-TV bei Arte als Originalfassung mit Untertiteln zu sehen. In Frankreich wurde er am 11. Dezember 2011 ausgestrahlt. Die Bearbeitung der deutschen Untertitel wurde von Heinz-Günter Hollein nach einer Übersetzung von Jacky Nonnon unter der redaktionellen Leitung von Georg Steinert vorgenommen.

## Rezeption
Russell Edwards von Variety ist der Meinung, dass Rithy Panh die Neuinterpretation des von Kenzaburō Ōe 1958 verfassten Werkes erfolgreich gelang. Trotz des augenscheinlich knappen Budgets weiß der Film mit den eingefangenen Bildern zu überzeugen.
Panh, der nach seinem Film One Evening After the War aus dem Jahr 1998, „für seinen Mix aus Doku und Realfilm“ bekannt ist, „castete Laien und drehte mit einer dokumentarisch anmutenden Kamera. Entstanden ist ein faszinierender Film.“ „Panhs Kritik richtet sich […] nicht nur gegen den Krieg der Amerikaner, sondern auch gegen der Terror der Roten Khmer. Oder noch universeller: gegen Unterdrückung und Indoktrination. […] Mit ihrer ebenso kritischen wie humanistischen Botschaft überzeugt“ der Film. „Die Laiendarsteller leisten Bemerkenswertes. Und die Bilder berauschen mit eleganten Aufnahmen. […] Ein mit simplen Mitteln gemachter und erzählter Film, der aber daraus maximalen Effekt zieht und die Zuschauer auf cineastisch hohem Niveau zum Nachdenken anregt.“